# Țările de Jos de Sud
| Istoria statelor Benelux                                                                             | Istoria statelor Benelux                                                                             | Istoria statelor Benelux               | Istoria statelor Benelux              | Istoria statelor Benelux              | Istoria statelor Benelux              |
| --- | --- | -------------------------------------- | ------------------------------------- | ------------------------------------- | ------------------------------------- |
| Belgia actuală                                                                                       | Belgia actuală                                                                                       | Belgia actuală                         | Belgia actuală                        | Luxemburg                             | Olanda                                |
| Imperiul Carolingian circa 800-843                                                                   | |                                        |                                       |                                       |                                       |
| | | Comitatul Flandra secolul IX-1386      | Lotharingia Inferioară secolele X-XIV | Lotharingia Inferioară secolele X-XIV | Lotharingia Inferioară secolele X-XIV |
| Principatul episcopal Liège + Abația Stavelot- Malmedy + Ducatul Bouillon din secolul X până în 1795 | Principatul episcopal Liège + Abația Stavelot- Malmedy + Ducatul Bouillon din secolul X până în 1795 | Comitatul Flandra secolul IX-1386      |                                       | Comitatul Luxemburg 963-1384          |                                       |
| Principatul episcopal Liège + Abația Stavelot- Malmedy + Ducatul Bouillon din secolul X până în 1795 | Principatul episcopal Liège + Abația Stavelot- Malmedy + Ducatul Bouillon din secolul X până în 1795 | Țările de Jos Burgunde                 | Țările de Jos Burgunde                | apoi Ducatul Luxemburg 1384-1443      |                                       |
| Principatul episcopal Liège + Abația Stavelot- Malmedy + Ducatul Bouillon din secolul X până în 1795 | Principatul episcopal Liège + Abația Stavelot- Malmedy + Ducatul Bouillon din secolul X până în 1795 | 1384–1482                              |                                       |                                       |                                       |
| Principatul episcopal Liège + Abația Stavelot- Malmedy + Ducatul Bouillon din secolul X până în 1795 | Principatul episcopal Liège + Abația Stavelot- Malmedy + Ducatul Bouillon din secolul X până în 1795 | Cele Șaptesprezece Provincii 1482–1556 |                                       |                                       |                                       |
| Principatul episcopal Liège + Abația Stavelot- Malmedy + Ducatul Bouillon din secolul X până în 1795 | Principatul episcopal Liège + Abația Stavelot- Malmedy + Ducatul Bouillon din secolul X până în 1795 | Țările de Jos Spaniole 1581–1713       | Țările de Jos Spaniole 1581–1713      | Țările de Jos Spaniole 1581–1713      | Provinciile Unite 1581–1795           |
| Principatul episcopal Liège + Abația Stavelot- Malmedy + Ducatul Bouillon din secolul X până în 1795 | Principatul episcopal Liège + Abația Stavelot- Malmedy + Ducatul Bouillon din secolul X până în 1795 | Țările de Jos austriece 1713–1799      |                                       |                                       | Provinciile Unite 1581–1795           |
| | Statele Unite Belgiene 1790                                                                          |                                        |                                       |                                       | Provinciile Unite 1581–1795           |
| | |                                        |                                       |                                       | Provinciile Unite 1581–1795           |
| Republica Franceză 1795–1804                                                                         | Republica Franceză 1795–1804                                                                         | Republica Franceză 1795–1804           | Republica Franceză 1795–1804          | Republica Franceză 1795–1804          | Republica Batavă 1795–1806            |
| Imperiul Francez 1804–1815                                                                           | |                                        |                                       |                                       | Republica Batavă 1795–1806            |
| Regatul Olandei 1806–1810                                                                            | |                                        |                                       |                                       |                                       |
| | |                                        |                                       |                                       |                                       |
| Regatul Unit al Țărilor de Jos 1815–1830                                                             | |                                        |                                       |                                       |                                       |
| | |                                        |                                       |                                       |                                       |
| Regatul Belgiei din 1830                                                                             | Regatul Belgiei din 1830                                                                             | Regatul Belgiei din 1830               | Regatul Belgiei din 1830              | Marele Ducat de Luxemburg din 1839    | Regatul Țărilor de Jos din 1830       |
| Această infocasetă: v • d • m                                                                        | |                                        |                                       |                                       |                                       |

Țările de Jos de Sud (neerlandeză Zuidelijke Nederlanden, spaniolă Países BaJos del Sur, franceză Pays-Bas du Sud sau Țările de Jos meridionale) este denumirea dată teritoriului din sudul regiunii Țărilor de Jos. Regiunea cuprindea marea majoritate a teritoriului actual al Belgiei (cu excepția Principatului episcopal Liège care făcea parte din Sfântul Imperiu Roman), teritoriul Luxemburgului și teritoriul actualei regiuni franceze Nord-Pas-de-Calais. Începând din secolul XIV ducii de Burgundia au unit provinciile Țărilor de Jos, care au intrat în 1482 sub dominație Habsburgică. În timpul Războiului de optzeci de ani provinciile din nord s-au separat formând Provinciile Unite. Provinciile din Sud au rămas sub dominație habsburgică, mai întâi sub cea a regelui Spaniei fiind cunoscute ca Țările de Jos Spaniole iar mai apoi, în 1713 prin Tratatul de la Utrecht, au intrat în componența Imperiului Austriac fiind cunoscute ca și Țările de Jos Austriece.

## Țările de Jos Spaniole
Inițial din Țările de Jos Spaniole făceau parte regiunile:
- Comitatul Flandrei
- Comitatul Artois
- orașul Tournai
- orașul Cambrai
- Ducatul Luxemburg
- Ducatul Limburg
- Comitatul Hainaut
- Comitatul Namur
- Ducatul Brabant
- Senioria Mechelen (cu statut de comitat din 1490)
- Geldern Spaniol

Capitala era la Bruxelles iar la începutul secolului al XVII-lea aceasta a cunoscut o dezvoltare spectaculoasă. Curtea arhiducelui era înfloritoare și găzduia numeroși artiști, printre cei mai importanți fiind Peter Paul Rubens. Până în 1621 sub puterea arhiducilor, Țările de Jos Spaniole erau practic independente, ulterior ele reintrănd sub controlul Regelui Spaniei. În secolul al XVII-lea, ca urmare a repetatelor războaie dintre regele Spaniei și cel al Franței, teritoriul Țărilor de Jos Spaniole a fost redus treptat. Franța a anexat Comitatul Artois și Cambrai iar Dunkerque a fost cedat Angliei. Ulterior, prin Tratatul de la Aachen din 1668, Tratatul de la Nijmegen din 1678 au fost cedate alte teritorii până la frontiera actuală franco-belgiană.

## Țările de Jos austriece

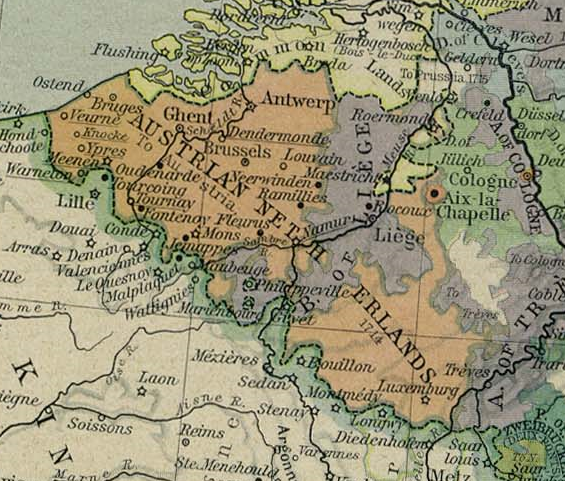
Ţările de Jos Austriece în 1786

În 1713, în urma Războiului pentru Succesiunea Spaniolă și a Tratatul de la Utrecht ce a fost semnat la sfărșitul acestuia, Țările de Jos de Sud intră în componența Imperiului Austriac. Austriecii nu arătat un interes deosebit pentru regiune, teritoriul fiind atribuit Austriei în principal în urma insistențelor britanice și olandeze de a contracara influența franceză. 
În cea de a doua parte a secolului al XVIII-lea scopul principal al politicii externe austriece a fost de a schimba Țările de Jos Austriece contra Bavariei. Ca urmare a politicii de centralizare a lui Iosif al II-lea, Țările de Jos Austriece se răscoală, formând în 1790 Statele Unite Belgiene, un stat independent care a trezit mișcarea de independență ce a dus la formarea statului belgian 40 de ani mai tărziu.

## Anexarea franceză
În 1795, Țările de Jos de sud sunt anexate de către trupele revoluționare franceze și acestea, împreaună cu Principatul episcopal Liège sunt incorporate în teritoriul francez și sunt organizate ca și departamente împreună cu o parte din teritoriul Provinciilor Unite:
- Deux-Nèthes
- Dyle
- Escaut
- Forêts
- Jemmapes
- Lys
- Meuse-Inférieure
- Ourte
- Sambre-et-Meuse

La sfârșitul epocii napoleoniene, după Congresul de la Viena în 1815 frontiere Franței au fost readuse la limitele din 1791 iar teritoriul Țărilor de Jos de sud a intrat în componența Regatului Unit al Țărilor de Jos.